# Copaifera martii
Copaifera martii är en ärtväxtart som beskrevs av Friedrich Gottlob Hayne. Copaifera martii ingår i släktet Copaifera, och familjen ärtväxter. Inga underarter finns listade i Catalogue of Life.